# Torneo Apertura 2016 (Guatemala)
El Torneo Apertura 2016 fue el 35º torneo corto del fútbol guatemalteco, dando inicio a la temporada 2016-17 de la Liga Nacional de Fútbol de Guatemala.

## Equipos

### Equipos participantes
| Club                                  | Ciudad               | Departamento   | Estadio                         | Capacidad |
| ------------------------------------- | -------------------- | -------------- | ------------------------------- | --------- |
| Antigua GFC                           | La Antigua Guatemala | Sacatepéquez   | Estadio Pensativo               | 10.000    |
| Club Social y Deportivo Carchá        | San Pedro Carchá     | Alta Verapaz   | Estadio Juan Ramón Ponce        | 4.000     |
| Club Social y Deportivo Municipal     | Ciudad de Guatemala  | Guatemala      | Estadio Manuel Felipe Carrera   | 12.000    |
| Club Social y Deportivo Suchitepéquez | Mazatenango          | Suchitepéquez  | Estadio Carlos Salazar Hijo     | 15.000    |
| Cobán Imperial                        | Cobán                | Alta Verapaz   | Estadio José Ángel Rossi        | 15.000    |
| Comunicaciones Fútbol Club            | Ciudad de Guatemala  | Guatemala      | Estadio Cementos Progreso       | 17.000    |
| Deportivo Guastatoya                  | Guastatoya           | El Progreso    | Estadio David Cordón Hichos     | 5.500     |
| Deportivo Malacateco                  | Malacatán            | San Marcos     | Estadio Santa Lucía             | 9.000     |
| Deportivo Marquense                   | San Marcos           | San Marcos     | Estadio Marquesa de la Ensenada | 12.000    |
| Deportivo Mictlán                     | Asunción Mita        | Jutiapa        | Estadio La Asunción             | 6.000     |
| Deportivo Petapa                      | San Miguel Petapa    | Guatemala      | Estadio Julio Armando Cobar     | 7.500     |
| Xelajú Mario Camposeco                | Quetzaltenango       | Quetzaltenango | Estadio Mario Camposeco         | 15.000    |

### Equipos por departamento
| Departamento   | N.º | Equipos                           |
| -------------- | --- | --------------------------------- |
| Guatemala      | 3   | Comunicaciones, Municipal, Petapa |
| Alta Verapaz   | 2   | Carchá, Cobán Imperial            |
| San Marcos     | 2   | Malacateco, Marquense             |
| El Progreso    | 1   | Guastatoya                        |
| Jutiapa        | 1   | Mictlán                           |
| Quetzaltenango | 1   | Xelajú                            |
| Sacatepéquez   | 1   | Antigua                           |
| Suchitepéquez  | 1   | Suchitepéquez                     |

### Ascensos y descensos
Un total de 12 equipos disputarán la liga. La disputarán los 11 primeros clasificados de la Liga Nacional de Fútbol de Guatemala y un clasificado de la Primera División de Guatemala, Deportivo Malacateco mantuvo la categoría debido a que ganó el juego por la permanencia contra un equipo de la Primera División.
| Pos. | Descendidos de Liga Nacional de Fútbol de Guatemala 2015-16 |
| ---- | ----------------------------------------------------------- |
| 12°  | Universidad SC                                              |

| Pos. | Ascendidos de Primera División de Guatemala 2015-16 |
| ---- | --------------------------------------------------- |
| 1º   | Deportivo Carchá                                    |

## Fase de clasificación
|  | Pos. | Equipos        | PJ | PG | PE | PP | GF | GC | Dif. | PTS | Clasificación        |
|  | ---- | -------------- | -- | -- | -- | -- | -- | -- | ---- | --- | -------------------- |
|  | 1º   | Municipal      | 22 | 13 | 5  | 4  | 36 | 19 | +17  | 44  | Semifinales          |
|  | 2º   | Antigua GFC    | 22 | 13 | 2  | 7  | 37 | 29 | +8   | 41  | Semifinales          |
|  | 3º   | Comunicaciones | 22 | 12 | 3  | 7  | 35 | 15 | +20  | 39  | Acceso a semifinales |
|  | 4º   | Malacateco     | 22 | 10 | 6  | 6  | 29 | 23 | +6   | 36  | Acceso a semifinales |
|  | 5º   | Guastatoya     | 22 | 11 | 3  | 8  | 22 | 20 | +2   | 36  | Acceso a semifinales |
|  | 6º   | Cobán Imperial | 22 | 10 | 4  | 8  | 26 | 19 | +7   | 34  | Acceso a semifinales |
|  | 7º   | Xelajú MC      | 22 | 8  | 5  | 9  | 24 | 29 | -5   | 29  |                      |
|  | 8º   | Marquense      | 22 | 7  | 5  | 10 | 25 | 30 | -5   | 26  |                      |
|  | 9°   | Petapa         | 22 | 7  | 4  | 11 | 23 | 31 | -8   | 25  |                      |
|  | 10º  | Suchitepéquez  | 22 | 6  | 6  | 10 | 28 | 41 | -13  | 23  |                      |
|  | 11º  | Mictlán        | 22 | 7  | 1  | 14 | 19 | 31 | -12  | 22  |                      |
|  | 12º  | Carchá         | 22 | 3  | 6  | 13 | 16 | 33 | -17  | 15  |                      |
|  |      |                |    |    |    |    |    |    |      |     |                      |

## Líderes individuales

### Trofeo Juan Carlos Plata
| N.º | Jugador              | Goles | Minutos Jugados | Equipo                            |
| --- | -------------------- | ----- | --------------- | --------------------------------- |
|     | Danilo Guerra        | 14    | 1399            | Club Social y Deportivo Municipal |
| 2   | Agustín Herrera      | 13    | 1817            | Antigua GFC                       |
| 3   | Carlos Kamiani Félix | 10    | 1408            | Club Social y Deportivo Municipal |

### Trofeo Josue Danny Ortiz
| N.º | Jugador           | Partidos | Goles | Promedio | Equipo                            |
| --- | ----------------- | -------- | ----- | -------- | --------------------------------- |
|     | Javier Irazún     | 22       | 15    | 0.68     | Comunicaciones Fútbol Club        |
| 2   | Paulo César Motta | 19       | 17    | 0.89     | Club Social y Deportivo Municipal |
| 3   | Bernardo Long     | 21       | 19    | 0.90     | Deportivo Guastatoya              |

## Fase Final
|  | Clasificación a Semifinales | Clasificación a Semifinales | Clasificación a Semifinales | Clasificación a Semifinales | Clasificación a Semifinales |  |  | Semifinales | Semifinales    | Semifinales | Semifinales | Semifinales |  |  | Final | Final           | Final | Final | Final |
|  |                             |                             |                             |                             |                             |  |  |             |                |             |             |             |  |  |       |                 |       |       |       |
|  |                             |                             |                             |                             |                             |  |  | 1           | Municipal      | 0           | 2           | 2           |  |  |       |                 |       |       |       |
|  | 4                           | Malacateco                  | 1                           | 0                           | 1                           |  |  | 4           | Malacateco     | 1           | 0           | 1           |  |  |       |                 |       |       |       |
|  | 5                           | Guastatoya                  | 0                           | 0                           | 0                           |  |  |             |                |             |             |             |  |  | 1     | Municipal       | 1     | 1     | 2 (4) |
|  |                             |                             |                             |                             |                             |  |  |             |                |             |             |             |  |  | 2     | Antigua GFC (p) | 2     | 0     | 2 (5) |
|  |                             |                             |                             |                             |                             |  |  | 2           | Antigua GFC    | 0           | 1           | 1           |  |  |       |                 |       |       |       |
|  | 3                           | Comunicaciones              | 1                           | 1                           | 2                           |  |  | 3           | Comunicaciones | 1           | 0           | 1           |  |  |       |                 |       |       |       |
|  | 6                           | Cobán Imperial              | 0                           | 0                           | 0                           |  |  |             |                |             |             |             |  |  |       |                 |       |       |       |

| Campeón - Apertura 2016 |
|                         |
| Antigua GFC 2° Título.  |